# Àrea pretectal
En neuroanatomia, l'àrea pretectal, o pretecte, és una estructura del mesencèfal composta per set nuclis i comprèn part del sistema visual subcortical. Mitjançant projeccions bilaterals recíproques de la retina, està implicada principalment en la mediació de respostes conductuals a canvis aguts en la llum ambiental com en el reflex fotomotor, el reflex optocinètic i canvis temporals del ritme circadià. A més del paper del pretecte en el sistema visual, s'ha trobat que el nucli pretectal anterior media en la informació somatosensorial i nociceptiva.

## Ubicació i estructura
El pretecte és un grup bilateral de nuclis altament interconnectats situats a prop de la unió del mesencèfal i el prosencèfal. El pretecte es classifica generalment com una estructura del mesencèfal, encara que per la seva proximitat amb el prosencèfal, de vegades es classifica com a part del diencèfal caudal (prosencèfal). Dins dels vertebrats, el pretecte es troba directament anterior al col·licle superior i posterior al tàlem. Està situat per sobre de la substància grisa periaqüeductal i el nucli de la comissura posterior.
S'han identificat diversos nuclis dins del pretecte, encara que els seus límits poden ser difícils de definir i s'ha debatut sobre quines regions s'han d'incloure i els seus noms precisos. Els cinc nuclis primaris són: el nucli pretectal olivari (NPO), el nucli del tracte òptic (NTO) i els nuclis pretectals anterior (NPA), medial (NPM) i posterior (NPP). L'NTO està format per cèl·lules relativament grans i es troba entre els col·licles superiors. L'NPO es troba medial a l'NTO i té una cua que s'estén entre l'NTO i l'NPP, que és ventral a l'NPO. També s'han identificat dos nuclis addicionals: els limitants posteriors (LiP) i l'àrea pretectal comissural (APC). Tot i que aquestes dues regions no s'han examinat en la mateixa mesura que els cinc nuclis primaris, la investigació ha demostrat que tant l'LiP com l'APC reben inputs de la retina, cosa que suggereix un paper en el processament de la informació visual.